# AGROVOC
AGROVOC (ein Kunstwort aus Agrarwirtschaft und Vokabular) ist ein mehrsprachiges, kontrolliertes Vokabular, welches alle Interessensbereiche der Ernährungs- und Landwirtschaftsorganisation der Vereinten Nationen (englisch: Food and Agriculture Organization of the United Nations, (FAO)) abdeckt. Dazu gehören die Gebiete Ernährung, Landwirtschaft, Fischerei, Forstwirtschaft, Bodenkunde, Sozioökonomie und Umwelt. Das Vokabular besteht aus rund 40.000 Begriffen (englisch: concepts) und rund 850.000 Bezeichnungen (englisch: terms) in unterschiedlichen Sprachen. AGROVOC beruht auf der Arbeit einer Community von Experten und wird von der FAO koordiniert. AGROVOC wird von der FAO als ein RDF/SKOS-XL Konzeptschema zur Verfügung gestellt und als ein Linked Data Set veröffentlicht, das an 16 weitere Vokabulare angepasst wurde.

## Geschichte
AGROVOC wurde erstmals Anfang der achtziger Jahre von der FAO auf Englisch, Spanisch und Französisch veröffentlicht. Es sollte als kontrolliertes Vokabular dienen, um Publikationen in der Agrarwissenschaft und Agrartechnik zu indizieren. AGROVOC wurde insbesondere für die bibliografische Datenbank AGRIS entwickelt.
In den 1990er Jahren, wurde AGROVOC in einer relationalen Datenbank digitalisiert. 2004 begannen die ersten Versuche AGROVOC mithilfe einer Web Ontology Language (OWL) zu definieren. Zur gleichen Zeit wurde ein internetbasiertes Bearbeitungswerkzeug entwickelt, das damals WorkBench und heute VocBench genannt wurde. Seit 2009 basiert AGROVOC auf SKOS. Heute ist AGROVOC als SKOS-XL Konzeptschema in verschiedenen Sprachen verfügbar und wurde als Linked Open Data (LOD)-Set veröffentlicht. AGROVOC ist an 25 weitere Vokabulare angepasst.

## Nutzer
AGROVOC wird von Forschern, Bibliothekaren und Informationsmanagern für das Indizieren, Abrufen und Organisieren von Daten in agrarwissenschaftlichen Informationssystemen und Webseiten verwendet. Im Kontext des Semantic Web entstehen auch neue Benutzergruppen, wie beispielsweise Software-Entwickler und Ontology-Spezialisten.

## Wartung
Das AGROVOC Team, das in der Hauptzentrale der FAO in Rom arbeitet, koordiniert die redaktionelle Arbeit von AGROVOC. Die tatsächliche Wartung erfolgt durch eine Community aus Editoren und Institutionen für jede der Sprachversionen.
Die Community verwendet dabei VocBench als Bearbeitungswerkzeug für AGROVOC. VocBench wurde eigens für die Besonderheiten des Semantic Web und Linked Open Data-Umgebungen entwickelt und besitzt spezifische Funktionen, welche die kollaborative Zusammenarbeit, Mehrsprachigkeit, Administration und das Group Management vereinfachen. Diese Funktionen erlauben eine flexible Vergabe von Rollen für Wartung, Validierung und Qualitätssicherung.
Die FAO ist auch für die Wartung von AGROVOC verantwortlich, welches das Veröffentlichen als LOD-Set miteinschließt. Der technische Support kommt von der Universität von Tor Vergata (Rom, Italien), welche auch die technische Entwicklung von VocBench leitet.

## Struktur
Alle 40.000 Begriffe des AGROVOC-Thesaurus sind hierarchisch unter 25 Hauptkonzepten organisiert. AGROVOC Hauptkonzepte sind allgemeine und übergeordnete Konzepte, wie „Aktivitäten“, „Organismen“, „Orte“, „Produkte“ usw. Mehr als die Hälfte der Gesamtzahl an Konzepten (20.000+) fallen unter das Hauptkonzept „Organismus“, was die starke Ausrichtung von AGROVOC an den Agrarsektor unterstreicht.
Da AGROVOC ein RDF/SKOS-XL Schema ist, sind die konzeptionelle Ebene und die terminologische Ebene voneinander getrennt. Grundlegende Begriffe für diese Art von Schemata sind: Konzepte, Begriffe und Relationen.
- Begriffe

Alles, was in AGROVOC präsentiert wird, beruht auf Konzepten. Begriffe werden durch Bezeichnungen dargestellt. Ein Begriff kann auch als eine Zusammenstellung aller Bezeichnungen (in den unterschiedlichen Sprachen) bezeichnet werden, die den Begriff selbst beschreiben. In SKOS werden Begriffe als skos:Concept definiert und durch eine dereferenzierbare URI (=URL) identifiziert. Beispielsweise steht der AGROVOC-Begriff mit der URI aims.fao.org/aos/agrovoc/c_12332 für Mais.
- Bezeichnungen

Bezeichnungen sind mögliche Benennung eines Begriffes in verschiedenen Sprachen oder als Alternativnamen. Beispielsweise sind „maize“, „maïs“, „玉米“ und „ข้าวโพด“ alles Bezeichnungen, die sich auf denselben Begriff in Englisch, Französisch, Chinesisch und Hindi beziehen. Bezeichnungen im AGROVOC werden durch SKOS-extensions für Labels ausgedrückt - SKOS-XL. Die verwendeten Prädikate sind: skosxl:preflabel (für bevorzugte Bezeichnungen) und skosxl:altlabel (für alternative Bezeichnungen).
- Relationen

In SKOS werden hierarchische Relationen zwischen Konzepten mit den Prädikaten skos:broader und skos:narrower ausgedrückt. Diese beziehen sich auf die klassischen Thesaurusrelationen broader/narrower (weiter/enger gefasst), BT/NT. Nicht hierarchische Relationen drücken eine Beziehung zwischen den Konzepten aus. AGROVOC verwendet zum einen die SKOS-Relation skos:related (entsprechend dem klassischen Thesaurus: RT) und zum anderen ein spezifisches Vokabular für Relationen, welches Agrontology genannt wird.
Mithilfe der SKOS-XL-Extension von SKOS erlaubt AGROVOC auch Relationen zwischen Labels (z. B. Begriffen).

## Linked Data
AGROVOC ist als Linked Data Set verfügbar und an 16 andere Vokabulare aus dem Bereich der Agrarwissenschaft angepasst (siehe Tabelle unten). Die Linked Data Version von AGROVOC wurde durch einen Content-Negotiation-Mechanismus als RDF und HTML veröffentlicht. Zugriff besteht auch über einen SPARQL Endpoint.
Der Vorteil eines Thesaurus wie AGROVOC, der in einer LOD-Version zur Verfügung steht, ist die automatische Verlinkung der indizierten Ressourcen, sobald der Thesaurus selber verlinkt wurde. Ein gutes Beispiel hierfür ist AGRIS, eine Mash-Up-Web-Applikation, welche das bibliografische AGRIS Repository (welches mithilfe von AGROVOC indiziert ist) mit verwandten Webressourcen verbindet (die Webressourcen sind ihrerseits mit AGROVOC-Vokabeln indiziert).
| Ressource                                                                  | Thema                   | Verbundene Konzepte | Sprachen               | Linked Data | Art d. Links                                                     |
| -------------------------------------------------------------------------- | ----------------------- | ------------------- | ---------------------- | ----------- | ---------------------------------------------------------------- |
| ASFA                                                                       | Fischerei               | 1784                |                        |             | skos:closeMatch                                                  |
| FAO Biotechnology Glossary                                                 | Biotechnologien         | 810                 | EN, ES, FR, +3 more    | Ja          | skos:closeMatch                                                  |
| Chinese Agriculture Thesaurus (CAT)                                        | Agrarwirtschaft         |                     |                        | Ja          | skos:closeMatch                                                  |
| EARTh                                                                      | Umwelt                  | 1363                | EN+                    | Ja          | skos:closeMatch                                                  |
| EUROVOC                                                                    | Allgemein EU            | 1297                | EN, ES, FR, +21 more   | Ja          | skos:exactMatch                                                  |
| GEMET                                                                      | Umwelt                  | 1191                | EN, ES, FR, +30 more   | Ja          | skos:exactMatch                                                  |
| Library of Congress Subject Headings (LCSH)                                | Allgemein               | 1093                | EN                     | Ja          | skos:exactMatch                                                  |
| NAL Thesaurus                                                              | Agrarwirtschaft         | 13390               | EN, ES                 | Ja          | skos:exactMatch                                                  |
| RAMEAU Répertoire d'autorité-matière encyclopedique et alphabetique unifie | Allgemein               | 686                 | FR                     | Ja          | skos:exactMatch                                                  |
| STW - Thesaurus for Economics                                              | Ökonomie                | 1136                | EN, DE                 | Ja          | skos:exactMatch                                                  |
| TheSoz - Thesaurus for the Social Sciences                                 | Sozialwissenschaften    | 846                 | EN, DE                 | Ja          | skos:exactMatch                                                  |
| Geopolitical Ontology                                                      | Geopolitische Entitäten | 253                 | AR, CH, EN, ES, FR, RU | Ja          | skos:exactMatch                                                  |
| Dewey Decimal Classification (DDC)                                         | Allgemein               | 409                 | EN, ES, FR +8 more     | Ja          | skos:exactMatch                                                  |
| DBpedia                                                                    | Allgemein               | 10989               | EN, ES, FR +8 more     | Ja          | skos:exactMatch                                                  |
| SWD (Schlagwortnormdatei)                                                  | Allgemein               | 6245                | DE                     | Ja          | skos:exactMatch skos:closeMatch skos:broadMatch skos:narrowMatch |
| GeoNames                                                                   | Geografische Entitäten  | 212                 | EN, ES, FR +63 more    | Ja          | skos:exactMatch                                                  |

## Urheberrecht und Lizenzen
Das Urheberrecht der AGROVOC-Versionen in Englisch, Französisch, Russisch und Spanisch unterliegt der FAO und ist mit der Creative Commons Attribution-NonCommercial-ShareAlike 3.0 Unported Lizenz lizenziert. Das Urheberrecht aller anderen Sprachen unterliegt den Institutionen, die verantwortlich für die jeweiligen Sprachversionen sind.